# Франц Ернст Гессен-Дармштадтський
Франц Ернст Гессен-Дармштадтський (нім. Franz Ernst von Hessen-Darmstadt, 25 січня 1695—8 січня 1716) — принц Гессен-Дармштадтський, син ландграфа Гессен-Дармштадтського Ернста Людвіга та Доротеї Шарлотти Бранденбург-Ансбаської.

## Біографія
Франц Ернст народився 25 січня 1695 року у Гіссені. Він був третім сином і четвертою дитиною в родині ландграфа Гессен-Дармштадтського Ернста Людвіга та його першої дружини Доротеї Шарлотти Бранденбург-Ансбаської. Його старшими братами були Людвіг та Карл Вільгельм. Людвігу у майбутньому призначався ландграфський трон, Карла Вільгельма у віці чотирьох років батько зробив полковником новоствореного Гессен-Дармштадтського полку. Після смерті Карла у підлітковому віці, Гессен-Дармштадтського полк очолив 12-річний Франц Ернст. 
8 січня 1721 року, у 26-річному віці Франц Ернст помер у Дармштадті.